# 奇妙清單
奇妙清單（Wunderlist），是一款基於雲端工作的任務管理（Task management）應用軟體。它由德國的6Wunderkinder GmbH公司於2011年開發，而該公司於2015年6月被微軟收購。這款軟體能允許使用者在智慧型手機、平板電腦、個人電腦上操作，用以管理自己的工作上的待辦事項。它有分為免費版與專業版兩種版本，專業版必須付費使用（2013年4月發布）。截至2015年6月統計，它在全世界已擁有超過1,300萬名用戶。
2015年6月，微软宣布，由于原团队已经开发出替代软件Microsoft To-Do，故而Wunderlist将会停止服务。
2019年12月6日，微软最终宣布将会于2020年5月6日关闭Wunderlist。在那之后，软件的在线同步功能将会停止，但是用户仍可将他们在Wunderlist中的数据导入Microsoft To-Do。

## 外部連結
- 官方網站（页面存档备份，存于）（繁體中文）
- 官方網站（页面存档备份，存于）（简体中文）
- 奇妙清單的X（前Twitter）（英文）
- 奇妙清單的新浪微博（简体中文）